# Erwínia
Les erwínies (Erwinia) són un gènere d'eubacteris de la família de les enterobacteriàcies. El seu nom prové d'Erwin Smith, el primer fitobacteriòleg. Totes les espècies d'aquest gènere són patògenes per a les plantes. Destaquen:
- Erwinia amylovora: provoca malalties necròtiques i de pansiment als arbres fruiters. Vegeu foc bacterià.
- Erwinia carotovora: provoca la podridura tova de la patata i la pastanaga.